# Otto Lohse
Carl Gustav Otto Lohse (Dresden (Saxònia), 21 de setembre, 1858 - Baden-Baden (Baden-Württemberg), 5 de maig, 1925), va ser un director d'orquestra i compositor alemany.

## Biografia
Lohse va estudiar amb Hans Richter i Felix Draeseke al Conservatori Municipal de Dresden, i el 1877/79 va ser violoncel·lista a l'orquestra de la cort. El 1880 Lohse Otto esdevingué professor de piano a Vílnius, i el 1882 esdevingué director de la Societat Wagner i de la Societat Imperial de Música Russa a Riga; set anys més tard, el 1889/93, va ser el primer director de banda del teatre de la ciutat local. El 1893 va ser nomenat director del teatre de la ciutat d'Hamburg; Durant la seva estada a Hamburg es va casar per segona vegada amb la cantant Katharina Klafsky. La parella va viatjar als EUA el 1896 per unir-se a la "Damrosch Opera Company", però va tornar a Alemanya un any després. Després de la mort prematura de Klafsky, es va casar amb Josefine Kratz, que es va convertir en la seva tercera esposa. Des del seu retorn, Lohse va ocupar importants càrrecs de director a Estrasburg (1897–1904), Colònia (1904–1911), director d'òpera, el Théâtre de la Monnaie (1911–12) i el teatre de la ciutat de Leipzig (1912–23). Va dirigir representacions d'obres de Richard Wagner a la Royal Opera House Covent Garden de Londres de 1901 a 1904. Lohse va rebre el títol honorífic de Royal Professor el 1916. La seva única òpera, El príncep contra la seva voluntat, es va estrenar a Riga el 1890.